# Bankovní den
Bankovní (pracovní) den je den, ve kterém banky, pobočky zahraničních bank a jiné osoby, které provádějí nebo zprostředkovávají převody peněžních prostředků jako podnikání, běžně vykonávají svoji činnost.
Termín byl upraven zákonem č. 124/2002 Sb. – zákon o platebním styku, a má zásadní význam pro počítání lhůt při provádění bankovních převodů.